# Bristowia heterospinosa
Bristowia heterospinosa là một loài nhện trong họ Salticidae.
Loài này thuộc chi Bristowia. Bristowia heterospinosa được Eduard Reimoser miêu tả năm 1934.